# Kim Simonsson
Kim Simonsson, född 1974 i Helsingfors i Finland, är en finländsk skulptör. 
Kim Simonsson utbildade sig vid Konstindustriella högskolans keramiklinje i Helsingfors, Finland, 1995–2000, där han tog magisterexamen. Han ställde ut för första gången 1997, vid Tammerfors konstmuseum. Efter examen har han bott och arbetat bland annat i Toronto, Kanada. Kännetecken för hans konst är mangainspirerade skulpturer, som han började skapa medan han bodde i Toronto. 
Kim Simonsson fick priset Årets unga konstnär 2004. År 2009 beviljades han Svenska kulturfondens stipendium som bland annat innefattar boende och tillgång till ateljé vid konstcentret Villa Snäcksund i Ekenäs i Finland, under tre års tid. Kim Simonsson har hållit separatutställningar i Frankrike, Danmark, Norge, USA, Spanien, Sverige, Tyskland samt på ett flertal orter i Finland, bland andra Retretti i Punkaharju, Wäinö Aaltonens konstmuseum i Åbo och Didrichsens konst- och kulturmuseum i Helsingfors.

## Offentliga verk i urval
- 2011 Tempel[4], i Kuppis Park, belägen i Kuppis, en stadsdel i östra Åbo, Finland
- 2010 Idoli[5], en skulptur (brons) vid Kotka skulpturpromenad
- 2017 Emma lämnar ett spår[6],  Helsingfors metro, Hagalunds metrostation

## Priser och utmärkelser i urval
- 2013 Svenska kulturfondens konstpris 10 000 €
- 2009 Didrichsens konst- och kulturmuseums Pro Arte-pris
- 2004 Årets unga konstnär
- 2003 Best in Show, Toronto Outdoor Art Show